# Кветнево
Кветнево (пол. Kwietniewo, нім. Königsblumenau) — село в Польщі, у гміні Рихлики Ельблонзького повіту Вармінсько-Мазурського воєводства.
Населення — 242 особи (2011).
У 1975-1998 роках село належало до Ельблонзького воєводства.

## Демографія
Демографічна структура станом на 31 березня 2011 року:
|          | Загалом | Допрацездатний вік | Працездатний вік | Постпрацездатний вік |
| -------- | ------- | ------------------ | ---------------- | -------------------- |
| Чоловіки | 129     | 23                 | 94               | 12                   |
| Жінки    | 113     | 18                 | 66               | 29                   |
| Разом    | 242     | 41                 | 160              | 41                   |